# МікроРНК-124

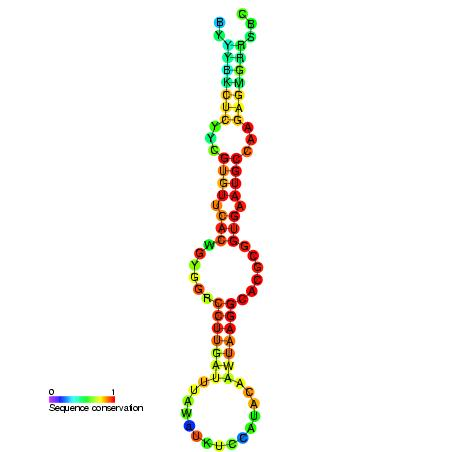
Прогнозована вторинна структура із збереженням послідовності мікроРНК-124

МікроРНК-124 (miR-124) — невелика некодуюча молекула РНК, яка була ідентифікована у дрозофіл (MI0000373), круглих червів (MI0000302), мишей (MI0000150) та людини (MI0000443). Ген мікроРНК-124 розташований на 8 хромосомі у короткому плечі. Зрілі ~21 нуклеотидні мікроРНК обробляються з шпильки ферментом Дайсер (Dicer) починаючи з 3'-кінця. Встановлено, що мікроРНК-124 є найбільш поширеною мікроРНК, яка експресується в нейронах. Експерименти з метою зміни експресії мікроРНК -124 у нервових клітинах не впливали на диференціацію. Однак ці результати суперечливі, оскільки в інших звітах описана роль miR-124 під час диференціації нейронів.
МікроРНК (miРНК)-124 бере участь у посттранскрипційній регуляції експресії генів у багатоклітинних організмах, впливаючи як на стабільність, так і на трансляцію мРНК. МікроРНК транскрибуються РНК-полімеразою II як частина кепованих та поліаденильованих первинних транскриптів (pri-miRNA), які можуть кодувати білок або не кодувати. Первинний транскрипт розщеплюється ферментом DROSHA, утворюючи приблизно 70-нуклеотидний шпильковий попередник мікроРНК (пре-мікроРНК), який далі розщеплюється цитоплазматичною рибонуклеазою Дайсер необхідний для генерування зрілої мікроРНК та антисмислової мікроРНК (miRNA *). Зріла мікроРНК вбудовується в RISC, який розпізнає цільові мРНК через недосконале співпадіння пар основ з мікроРНК і найчастіше призводить до поступального гальмування або дестабілізації цільової мРНК.
miR-124 — це найпоширеніша міРНК у дорослому мозку, яка відіграє ключову роль у нейрогенезі. І навпаки, епігенетичне мовчання трьох локусів miR-124 (miR-124-1 — miR-124-3) часто спостерігається не тільки при пухлинах головного мозку, але й при ряді інших видів раку, таких як: рак товстої кишки, молочної залози та легенів, а також лейкемія та лімфома. Локуси miR-124 також гіперметилюються при передракових ураженнях. Мішені зрілої miR-124 включають 3'-нетранслюючу ділянку онкогену CDK6 (циклін-залежна кіназа 6). Епігенетичне маскування miR-124 індукує активацію CDK6 і, як наслідок, фосфорилювання білка ретинобластоми, що призводить до прискорення росту клітин.

## Участь мікроРНК-124 у нейрогенезі
miR-124 специфічно експресується в ЦНС і є однією з найпоширеніших мікроРНК у мозку дорослого. Під час нейрогенезу ця мікроРНК експресується на низькому рівні в клітинах-попередниках, і її експресія поступово збільшується і накопичується в диференціюючих та зрілих нейронах. Патерн експересії miR-124 зберігається від нематод до людини; однак, схоже, він не бере масової участі у нейрогенезі C. elegans. Дана мікроРНК експресується лише в деяких сенсорних нейронах, де сприяє регуляції експресії генів у цьому типі клітин, але внеску у нейрогенез не показано. Загалом, було показано, що miR-124 сприяє диференціації клітин та інгібує клітинну проліферацію.
У ембріональному розвитку миші, miR-124 сприяє диференціюванню нейронів, залучаючи PTBP1, який є репресором альтернативного сплайсингу пре-мРНК. Під час нейрогенезу у дорослих, miR-124 націлюється на Sox9, який є важливим фактором транскрипції та є причетним до специфікації гліальних клітин. Під час ембріонального нейрогенезу курчат miR-124 пригнічує функцію комплексу білка REST та фосфатази SCP1 (Small-C-terminal Phosphatase 1), які разом пригнічують гени пронейронів у ненейрональних клітинах. Цікаво, що рівні експресії miR-124, а також miR-9 пригнічуються комплексом REST в ненейрональних клітинах, що запобігає диференціюванню нейронів. Під час нейрогенезу miR-124, націлюючись на SCP1, сприяє нейрогенезу. Це свідчить про те, що вісь miR-124 / REST-SCP1 відіграє вирішальну роль у визначенні долі нейронів.
На відміну від цього, miR-124 виконує іншу роль під час розвитку очей у Xenopus, сприяючи проліферації клітин та пригнічуючи нейрогенез. На ранніх стадіях розвитку нейронів miR-124 пригнічує диференціацію, взаємодіючи з фактором транскрипції NeuroD1 (Neurogenic Differentiation 1). Тобто miR-124 може виконувати різні функції на різних стадіях розвитку, посилюючи проліферацію та інгібуючи нейрогенез на початку нейрогенезу, і навпаки на пізніших стадіях.

### miR-124 у гліальних клітинах
miR-124 за нормальних умов активно експресується в мікроглії, але відсутня у периферичних моноцитах та макрофагах. Було показано, що miR-124 є важливим промотором у контролі «спокійного» та «активованого» стану мікрогліальних клітин. Так, miR-124 негативно модулює транскрипційний фактор CEBPA і його мішень SPI1, що забезпечує «неактивний» (спокійний) стан мікроглії і відіграє роль в забезпеченні активації М2-фенотипу при відповіді на нейрозапалення, що викликане ішемією або інфекцією.

## Взаємозв'язок кокаїну та miR-124
Дослідження показали, що miR-124 може виступати важелем впливу при модуляції змін, які настають унаслідок дії кокаїну. Вживання кокаїну супроводжувалося у тварин навчанням в поведінковому тесті надавання переваги певному місцю, а надмірна експресія miR-124 в прилеглому ядрі, що є ключовою областю винагороди мозку, призвела до послаблення умовнорефлекторного вибору. Тоді як лікування кокаїном знижує регуляцію експресії miR-124 у клітинах нейробластоми. Крім того, опубліковані дослідження вказують, що miR-124 регулює ключові гени, що беруть участь у роботі мозку, зокрема ті, що регулюють нейрогенез: Scp1 (білок синаптонемного комплексугени пронейронів ), Baf53a (білок, залучений в епітеліально-мезенхімальному переході), Ptbp1, RhoG, Jagged1 і Sox9 19. Також повідомляється, що miR-124 регулює Nr3c1 та Gria4, які пов'язані з передачею сигналів глутамату та Bdnf та Drd3, гени, які безпосередньо пов'язані з індукованою кокаїном пластичністю. Хоча ці дослідження ідентифікують кілька генів, регульованих miR-124, механізм, за допомогою якого miR-124 регулює молекулярні ефекти кокаїну, залишається в основному спекулятивним.